# Ahmaus
Ahmaus är en by i den fd. kommunen Kulla (nu en del av staden Ulvsby), Satakunda, Västra Finlands län. Byn ligger vid riksväg 11. Det finns kring 20 hushåll i byn .